# Дюкамп де Розамель, Клод Шарль Мари

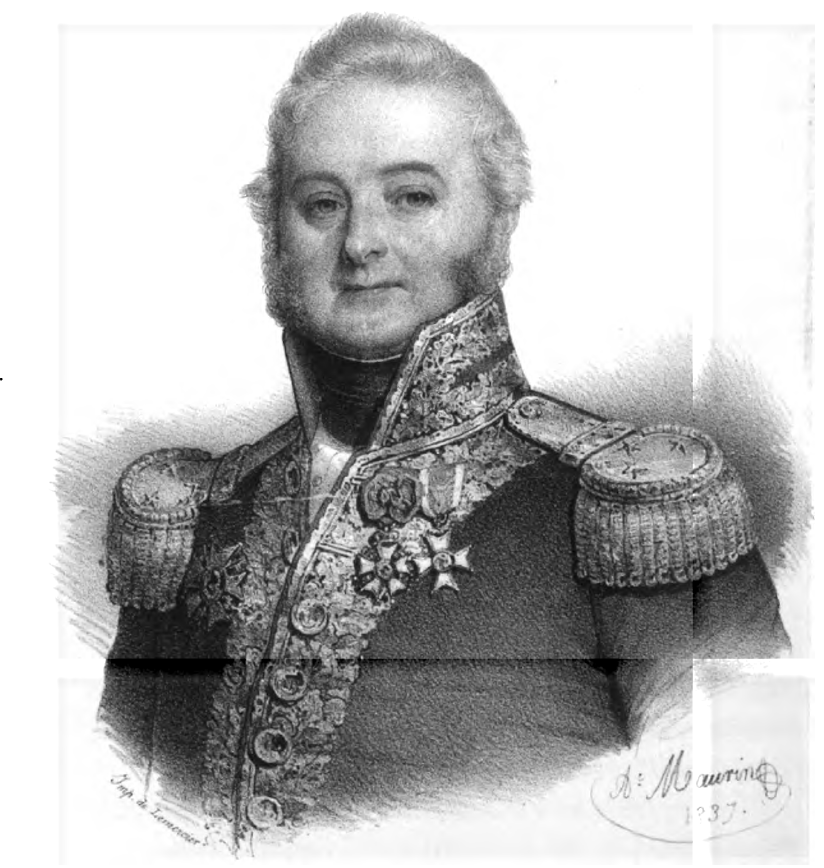
Портрет Клода Шарля Мари Дюкампа де Розамеля

Клод Шарль Мари Дюкамп де Розамель (фр. Claude Charles Marie du Campe de Rosamel; 24 июня 1774, Па-де-Кале, О-де-Франс — 27 марта 1848, Париж) — французский военный и государственный деятель, Морской министр Франции (1836—1839), вице-адмирал (с 1834). Пэр Франции.

## Биография
Родился в родовом замке Розамель в семье лагерного маршала Клода-Луи Дюкампа де Розамеля, кавалера ордена Святого Людовика.
В 16-летнем возрасте поступил на французскую морскую службу рулевым, затем лоцманом одного из каботажных судов в Ла-Манше. С января 1792 года — гардемарин на службе в ВМФ Франции.
Под командованием адмирала Луи Тома Вилларе де Жуайёза участвовал в кампании 1794—1795 годов в Бискайском заливе. В июне 1794 года отличился в сражении при Уэссане против британского флота адмирала Хау.
Мичман с 1797 года, лейтенант с 1802 года, капитан 2-го ранга с 1808 года. Командовал 40-пушечным фрегатом «La Pomone», в феврале 1809 года участвовал в захвате у мыса Сисиье британского 32-пушечного фрегата «Proserpine», в октябре 1809 года в составе эскадры контр-адмирала Ф. А. Бодена сражался против британской эскадры контр-адмирала Т. Мартина у побережья Каталонии, в марте 1811 года под командой капитана Б. Дюбордьё принимал участие в сражении против британской эскадры коммодора В. Хоста у острова Лисса, в ноябре 1811 года между островом Корфу и Триестом вступил совместно с 40-пушечным фрегатом «La Pauline» капитана Монфора и 24-пушечным транспортом «Persanne» в сражение против британского морской эскадры коммодора М. Максвелла, в ходе ожесточённого 2-часового боя был тяжело ранен в голову и вынужден спустить флаг (экипаж потерял 50 человек убитыми и ранеными из 332), после чего был в качестве военнопленного доставлен в Англию, где оставался в течение трёх лет.

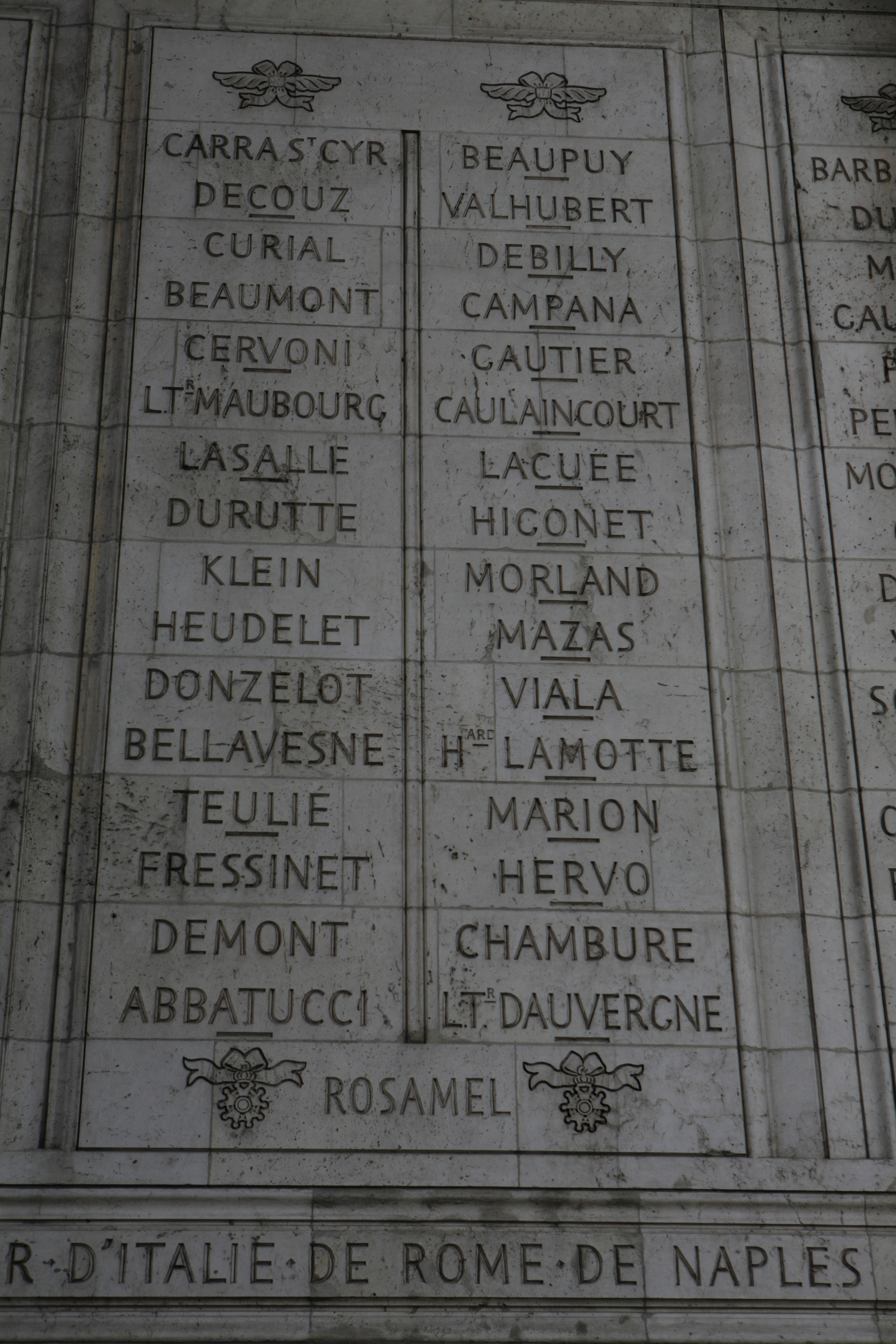
Имя Розамеля, высеченное на под Триумфальной аркой в Париже

В 1814 году возвратился во Францию, судим в Тулоне Военным советом, был оправдан и в июле 1814 года стал капитаном 1-го ранга и назначен командиром порта Шербура, контр-адмирал с 1823 года, держал флаг на борту 74-пушечного линейного корабля «Le Trident», в ходе Испанской кампании командовал эскадрой на Каталонском побережье, в 1828 году служил под командой адмирала графа де Риньи в Леванте, в 1830 году исполнял обязанности заместителя адмирала Дюперре в ходе экспедиции графа Бурмона в Алжир, стоял во главе флота, руководил бомбардировкой города, заставил триполийского бея ответить Франции за нанесённое ей оскорбление.
После возвращения во Францию в ноябре 1830 года был назначен морским префектом Тулона.
С 1833 г. был членом палаты депутатов.
В 1836 г. получил портфель морского министра и колоний в кабинете графа Моле; при нём в ходе Кондитерской войны состоялась Битва при Сан-Хуан-де-Улуа. Будучи министром, приказал блокировать берега Мексики, создал военно-морские школы артиллерийских наводчиков в Бресте и Тулоне.
После падения министерства Моле, в 1839 году занял место в палате пэров.

## Награды
- Кавалер ордена Почётного Легиона (18 августа 1814 года),
- Офицер ордена Почётного Легиона (28 апреля 1821 года),
- Командор ордена Почётного Легиона (22 мая 1825 года),
- Великий Офицер ордена Почётного Легиона (30 апреля 1833 года),
- Кавалер Большого креста ордена Почётного Легиона (29 июля 1845 года),
- Кавалер ордена Святого Людовика (18 августа 1814 года).
- Имя Розамеля высечено под Триумфальной аркой в Париже.